# Carpología

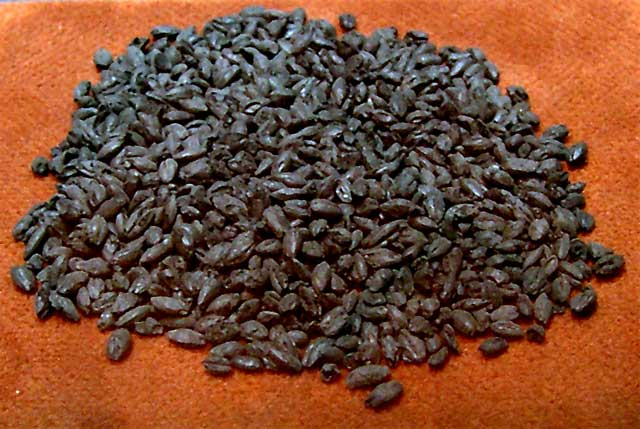
Semillas de trigo carbonizadas, triticum.

La carpología es una disciplina de la botánica que se dedica al estudio de las semillas y los frutos. Se considera inventor de la misma al alemán Joseph Gaertner, un médico y botánico que vivió a lo largo del siglo XVIII y que dedicó su vida al estudio de la historia natural. Cuando la disciplina se aplica a restos arqueológicos se conoce como paleocarpología que a su vez se ubica dentro de la ciencia paleobotánica.
La carpología tendría por fin, a partir de los resultados obtenidos del estudio de los frutos y semillas obtenidos en un lugar, dos objetivos: el primero, reconstruir la evolución de una determinada especie vegetal; y, el segundo, recrear cómo era el paisaje y, por tanto, su flora y su fauna.
Por los datos que esta disciplina es capaz de conseguir está considerada como "auxiliar" para otras como la arqueología. Entre otras cosas, la carpología puede discernir entre semillas autóctonas de una zona y las que han sido domesticadas para el cultivo humano. A partir de aquí se puede extrapolar una reconstrucción de la flora del paisaje, siempre teniendo en cuenta lo destructiva que es la acción antrópica.
En la actualidad existen numerosos centros de investigación que cuentan con departamentos de carpología. Francia, Reino Unido, Holanda, Bélgica o Alemania son los estados europeos con mayor recorrido de esta disciplina. A pesar de ello, también se cuenta con equipos y personal dedicado a la carpología en España o Italia. Es una ciencia en expansión. 
Actualmente, muchos de estos equipos están desarrollando trabajos de investigación en diferentes lugares como Siria, Líbano, Argelia o Túnez. Estos trabajos ligados a la arqueología con resultados muy satisfactorios en cuanto a los materiales carpológicos recuperados, echan por tierra las antiguas teorías que afirmaban que era una ciencia circunscrita a zonas húmedas por la conservación.

## Conservación
La conservación de las semillas se da básicamente por tres procesos: vacío, carbonización y mineralización.
El proceso de vacío se produce normalmente en zonas húmedas lacustres donde los materiales quedan sellados bajo capas de lodo lacustre o de otro tipo. Este proceso elimina toda presencia de oxígeno en el medio donde se halla el material, y la conservación es excepcional. 
La carbonización es el proceso de exposición calorífica no superior a 300 grados que transforma una semilla normal en un carbón, sin convertirlo en ceniza, conservando así su morfología y estructura, y permitiendo su identificación. Esta forma de conservación es la más habitual.
La mineralización se da cuando los tejidos quedan impregnados de minerales, como el sílice o el carbonato de calcio. Normalmente se impregnan las células luego de la destrucción de su contenido.